# Cuqui Piñeiro

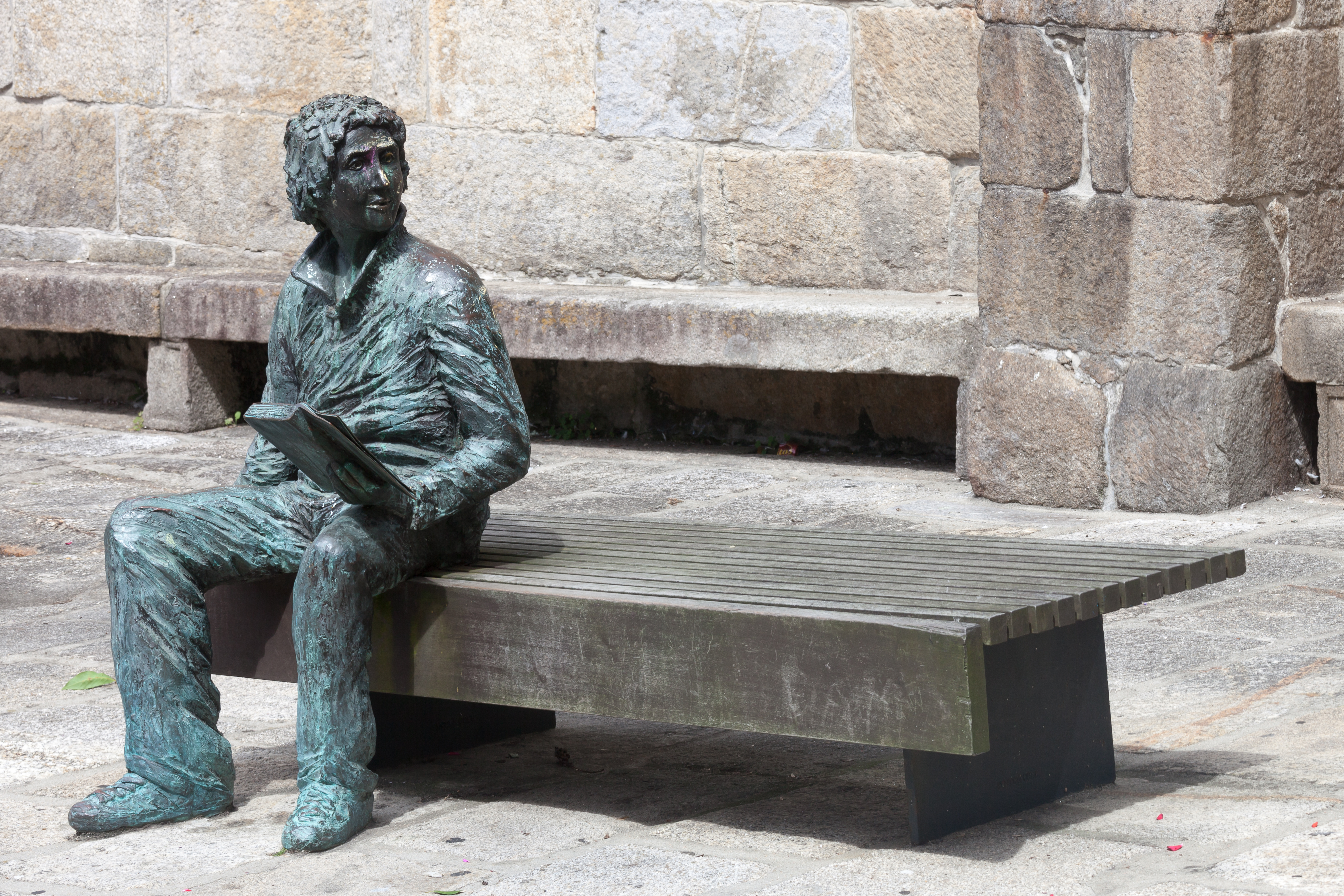
Escultura de Cuqui Piñeiro a A Guarda, província de Pontevedra.

María Cruz Piñeiro Álvarez, més coneguda com a Cuqui Piñeiro (Goián, Pontevedra, 1960) és una empresària i escultora espanyola.
Filla de l'escultor i artista gallec Xoán Piñeiro Nogueira i llicenciada en Geografia i Història en 1983, especialitat Art Modern, per la Universitat de Santiago de Compostel·la, dirigeix la fosa de bronze Arte Bronce Fundición i la galeria d'art amb el mateix nom, compaginat amb la seva faceta com a artesana fonedora d'escultures de bronze, amb propòsit de destacar l'ofici de broncista, en la qual desenvolupa la seva pròpia obra creativa en peces úniques, dissenys i sèries de figures, animals i formes extretes de la pròpia naturalesa. Ha estat comissària de diverses exposicions com l'Exposició II Biennal d'Artistes Gallegues (Casa des Arts. Ajuntament de Vigo), l'Exposició Xoán Piñeiro 1920-1980 (Castillo de Sotomayor, Diputació Provincial de Pontevedra), ambdues en 1990 o la també dedicada al seu pare, a la Casa dos Alonso de la Guàrdia en 2013, entre d'altres.